# John Kenneth Galbraith

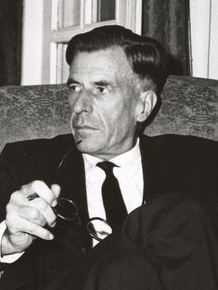
John Kenneth Galbraith, 1962.

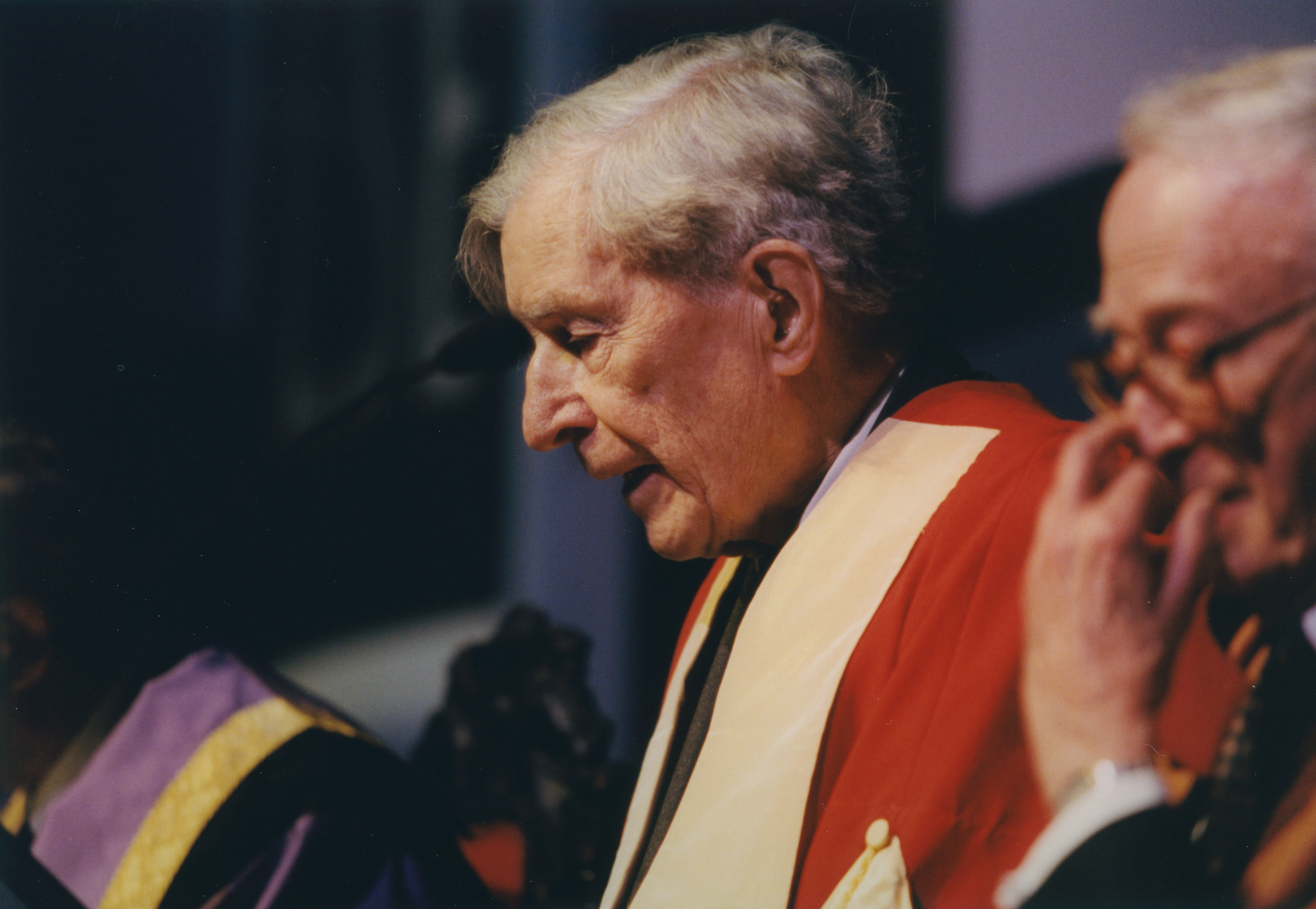
John Kenneth Galbraith, 1999.

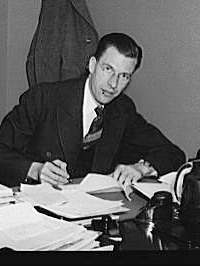
John Kenneth Galbraith, ca. 1944.

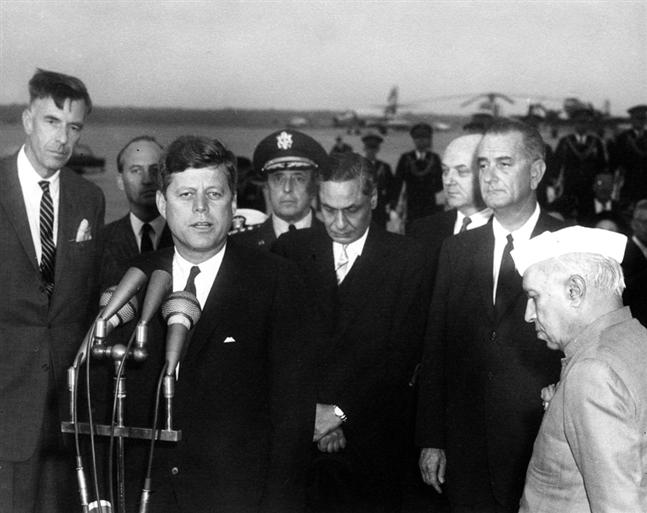
Galbraith, eerste van links, als Amerikaans ambassadeur in India, 1961.

John Kenneth Galbraith (Iona Station (Ontario), 15 oktober 1908 – Cambridge (Massachusetts),
29 april 2006) was een Amerikaanse econoom van Canadese afkomst. Galbraith wordt beschouwd als een van de belangrijkste economen van de 20e eeuw.

## Levensloop
Galbraith groeide op in Dutton/Dunwich in de provincie Ontario. Hij studeerde af als Bachelor of Science in het Ontario Agricultural College in 1931. In 1932 ontving hij het Master of Arts–diploma en in 1934 het Doctor of Philosophy aan de Universiteit van Californië in Berkeley (Californië). In 1937 werd hij weliswaar Amerikaans staatsburger, maar bleef altijd toch nog een zekere verbondenheid met zijn geboorteland Canada houden.
Tijdens de Tweede Wereldoorlog diende hij als vicevoorzitter aan het Office of Price Administration (vertaling: het bureau van prijsbeheer). Tegen het einde van de oorlog werd hem gevraagd een onderzoek uit te voeren naar de strategische bombardementen van de Verenigde Staten en de andere Geallieerden. Hij kwam tot de conclusie dat de kosten zwaarder wogen dan de verwachte voordelen en de oorlog niet hadden ingekort. Na de oorlog werd hij adviseur voor het naoorlogse bestuur in Duitsland en Japan.
Van 1943 tot 1948 was Galbraith de uitgever van het tijdschrift Fortune. In 1949 werd Galbraith professor in de economie aan de Harvard-universiteit.
In zijn tijd als adviseur van president John F. Kennedy werd hij door deze aangewezen als ambassadeur in India; deze functie vervulde hij van 1961 tot 1963. In die hoedanigheid probeerde hij de Indiase regering te helpen bij haar economische ontwikkeling. Tijdens zijn verblijf aldaar hielp hij mee aan het stichten van een van de eerste computerwetenschappen aan het Indian Institute of Technology in Kanpur (Uttar Pradesh).
In 1972 werd hij voorzitter van de American Economic Association, een belangrijke uitgeverij van economische bladen. In 1997 werd hij beloond met het Officierschap van de Order of Canada. In 2000 werd hij opnieuw beloond, ditmaal met de Amerikaanse Presidential Medal of Freedom.
Galbraith was getrouwd met Cathrine Atwater die hij leerde kennen toen zij student was aan het Radcliffe College, het toenmalige vrouwengedeelte van de Harvard-universiteit. Ze kregen vier zonen, waarvan de jongste in zijn jonge jaren  overleed aan leukemie. Ze vestigden zich in Cambridge (Massachusetts) en hadden een vakantiewoning in Newfane (Vermont).
Galbraiths zoon James K. Galbraith is eveneens een belangwekkende econoom geworden. Een andere zoon, Peter W. Galbraith, is diplomaat geweest en is nu een veel publicerende Amerikaans verslaggever van de buitenlandse politiek, voornamelijk die van de Balkan en het Midden-Oosten.
John Kenneth Galbraith is ruim 97 jaar oud geworden en na een kort ziekbed in het ziekenhuis overleden.

## Werk
Galbraith was een progressieve Keynesiaan die in staat was toegankelijke en populaire economische boeken te schrijven waarin hij trachtte uit te leggen dat economische theorieën niet altijd in strijd hoeven te zijn met hoe het er in de praktijk aan toegaat. In totaal schreef hij bijna vijftig boeken en meer dan duizend artikelen. Galbraith was voorts een aanhanger van de zogeheten Institutionele School die veel aandacht schenkt aan de inwerking van allerlei maatschappelijke organisaties op de economie.
Zijn boek The Affluent Society (in vertaling: De Economie van de Overvloed) uit 1958 werd een bestseller. Daarin ontvouwde hij zijn mening dat Amerika na de Tweede Wereldoorlog wel rijk was geworden wat de private sector aangaat maar arm was gebleven vanwege het gebrek aan een solide sociaal-economische infrastructuur in de publieke sector, en voorts dat de Verenigde Staten maar door zouden blijven gaan om de inkomensongelijkheid in het land in stand te houden.
Alhoewel Galbraith eveneens aan het hoofd heeft gestaan van de prestigieuze uitgeverij van economische vakbladen, de American Economic Association, werd hij door veel economen als een soort iconoclast (beeldenstormer) beschouwd vanwege het feit dat hij niet meeging met allerlei populaire tijdsbeelden maar deze kritisch benaderde.

### Voornaamste werken
- 1952: American Capitalism: The concept of countervailing power: Galbraith legt hierin uit hoe de Amerikaanse economie in de toekomst zou worden geleid door een driemanschap van de “big business” (grote zakenwereld), de “big labour” (grote vakbonden) en een zich actief opstellende regering. Dit contrasteerde met de periode voor de Grote Depressie waarin de “big business” een betrekkelijk vrije hand had in de economie. Zie hoofdartikel countervailing power.

- 1958: The Affluent Society, zijn meest bekende werk. Hierin zette hij uiteen dat na Wereldoorlog Twee Amerika rijk was geworden in de private sector maar arm was gebleven in de publieke sector door gebrek aan een behoorlijke sociaal-economische infrastructuur, plus gaf hij aan dat de inkomensongelijkheid maar bleef voortduren. The Affluent Society droeg ook zijn steentje bij aan de “war on poverty” (vertaling: de oorlog tegen de armoede) zoals deze met name door president Lyndon B. Johnson werd ingezet. Hij bekritiseerde ook de veronderstelling dat door continu de materiële productie te verhogen dit een teken zou zijn van economische en maatschappelijke gezondheid. Hierdoor werd Galbraith gezien als een van de eerste postmaterialisten. In het boek lanceerde hij het begrip “conventional wisdom”.

- 1967: The New Industrial State. Galbraith beargumenteert hierin dat slechts weinig industrieën in de Verenigde Staten de volledige mededinging toepassen.

- 1973: Economics and the Public Purpose. Een werk waarin hij kritisch schrijft over de ondergeschikte rol van de vrouw in het onbetaalde management van de massaconsumptie en de rol van de “technostructuur” in grote bedrijven.

- 1990: A Short History of Financial Euphoria. Hierin spoort hij financiële 'gaten' (depressies) op die tijdens de verschillende eeuwen zouden zijn voorgevallen en waarschuwt dat wat op een bepaald moment the next great thing mag lijken, misschien toch niet zo groot is.

Galbraith zelf bestempelde The New Industrial State en The Affluent Society als zijn twee beste boeken.

## Onderscheidingen
- 1946: Presidential Medal of Freedom
- 1985: Four Freedoms Award voor de vrijwaring van gebrek
- 1993: Gouden Lomonosov-medaille van de Russische Academie van Wetenschappen
- 2000: Presidential Medal of Freedom (Second time)

### Invloed in Nederland
In Nederland werd de PvdA-politicus en latere premier Joop den Uyl diepgaand door Galbraith beïnvloed. De voormalige PvdA'er - en latere leider van DS'70 - Willem Drees jr. sprak eens enigszins spottend over professor Uylbraith (Volkskrant, 28 dec. 1987). Het in 1963 verschenen rapport van de Wiardi Beckman Stichting (Drees jr. was toentertijd daarbij werkzaam) Om de kwaliteit van het bestaan dat werd geschreven onder leiding van Den Uyl, ademt geheel de geest van Galbraith. De ideeën die hier naar voren kwamen behelsden onder meer het verhogen van de belastingen om daarmee te trachten de groter wordende ongelijkheid in verband met een steeds grotere zij het ongelijk verdeelde vraag naar goederen, af te zwakken.